# Rosamund Musgrave
Rosamund Musgrave (* 28. Oktober 1986 in Kairo) ist eine ehemalige britische Skilangläuferin.

## Werdegang
Musgrave nahm von 2006 bis 2015 an Wettbewerben der Fédération Internationale de Ski teil. Bei der Winter-Universiade 2009 in Yabuli belegte sie den 51. Platz über 5 km Freistil, den 46. Rang in der Verfolgung und den 41. Platz im 15-km-Massenstartrennen. Ihr erstes Weltcuprennen lief sie im November 2010 in Gällivare, welches sie mit dem 80. Platz über 10 km Freistil beendete. Ihre besten Platzierungen bei den nordischen Skiweltmeisterschaften 2011 in Oslo waren der 50. Platz im 30-km-Massenstartrennen und der 16. Rang im Teamsprint. Der 59. Rang im Sprint und der 22. Platz im Teamsprint waren ihre besten Resultate bei den nordischen Skiweltmeisterschaften 2013 im Val di Fiemme. Ihr bestes Weltcuprennen lief sie im Dezember 2013 in Lenzerheide mit dem 33. Platz im Sprint. Bei den Olympischen Winterspielen 2014 in Sotschi belegte sie den 66. Platz über 10 km klassisch und den 42. Rang im Sprint. Im Februar 2015 errang sie bei den nordischen Skiweltmeisterschaften in Falun den 49. Platz über 10 km Freistil, den 44. Rang im Sprint und den 16. Platz im Teamsprint.